# Hoa hậu Hoàn vũ 1989
Hoa hậu Hoàn vũ 1989 là cuộc thi Hoa hậu Hoàn vũ lần thứ 38 được tổ chức tại thành phố Cancún, Mexico vào ngày 23 tháng 5 năm 1989. Cuộc thi có tổng cộng 76 thí sinh tham dự với chiến thắng thuộc về người đẹp Angela Visser đến từ Hà Lan.

## Kết quả

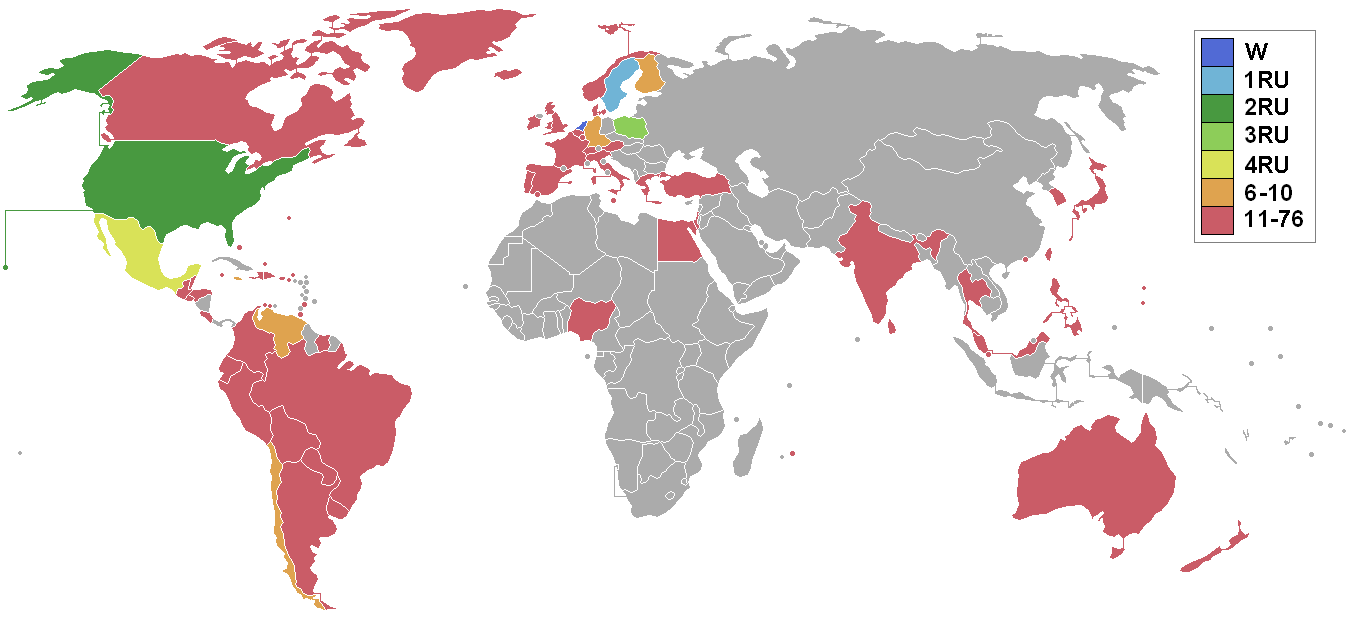
Các quốc gia và vùng lãnh thổ tham gia Hoa hậu Hoàn vũ 1989 và kết quả.

### Thứ hạng
| Kết quả              | Thí sinh |
| -------------------- | --- |
| Hoa hậu Hoàn vũ 1989 | - Hà Lan – Angela Visser |
| Á hậu 1              | - Thụy Điển – Louise Drevenstam                                                                                                |
| Á hậu 2              | - Hoa Kỳ – Gretchen Polhemus                                                                                                   |
| Á hậu 3              | - Ba Lan – Joanna Gapińska |
| Á hậu 4              | - Mexico – Adriana Abascal |
| Top 10               | - Chile – Macarena Mina - Phần Lan – Åsa Lövdahl - Đức – Andrea Stelzer - Jamaica – Sandra Foster - Venezuela – Eva Lisa Ljung |

### Thứ tự gọi tên
| 1. Đức 2. Chile 3. Jamaica 4. Venezuela 5. Hà Lan 6. Hoa Kỳ 7. Thụy Điển 8. Ba Lan 9. Phần Lan 10. Mexico | 1. Mexico 2. Hà Lan 3. Ba Lan 4. Hoa Kỳ 5. Thụy Điển |

## Các giải thưởng đặc biệt
| Giải thưởng                 | Thí sinh                                   |
| --------------------------- | ------------------------------------------ |
| Hoa hậu Thân thiện          | - Quần đảo Turks và Caicos – Sharon Simons |
| Hoa hậu Ảnh                 | - Úc – Karen Wenden                        |
| Trang phục dân tộc đẹp nhất | - Brazil – Flavia Cavalcanti Rebello       |

## Hội đồng giám khảo
- Brenda Dykgraaf - Nhà vô địch thể dục nhịp điệu Mỹ
- Phil Richards - Chuyên gia trang điểm
- Jacqueline Briskin - nhà văn Mỹ chuyên viết tiểu thuyết lịch sử
- José Eber - Thợ làm tóc người Pháp
- Rosalynn Sumners - Vận động viên trượt băng nghệ thuật
- Michael Warren - diễn viên truyền hình người Mỹ và là cựu cầu thủ bóng rổ đại học
- Josie Natori - Nhà thiết kế thời trang người Philippines kiêm Giám đốc điều hành và Người sáng lập The Natori Company
- Giuseppe Della Schiava - Biên tập viên và nhà xuất bản của Harper's Bazaar Italia
- Jane Feinberg - Giám đốc casting
- Sy Weintraub - Cựu Chủ tịch của Columbia Pictures
- Emmanuel - Ca sĩ

### Chung kết
| \| Quốc gia/Vùng lãnh thổ \| Phỏng vấn \| Áo tắm \| Dạ hội \| Trung bình bán kết \| \| ---------------------- \| ---------- \| ---------- \| ---------- \| ------------------ \| \| Hà Lan \| 9.583 (1) \| 9.725 (1) \| 9.824 (1) \| 9.710 (1) \| \| Thụy Điển \| 9.261 (2) \| 9.233 (2) \| 9.376 (2) \| 9.290 (2) \| \| Ba Lan \| 8.472 (6) \| 9.105 (3) \| 9.027 (4) \| 8.868 (3) \| \| Mexico \| 8.650 (3) \| 8.883 (5) \| 9.026 (5) \| 8.853 (4) \| \| Hoa Kỳ \| 8.511 (5) \| 8.894 (4) \| 8.927 (8) \| 8.777 (5) \| \| Đức \| 8.461 (7) \| 8.737 (7) \| 9.010 (6) \| 8.736 (6) \| \| Venezuela \| 8.204 (8) \| 8.727 (8) \| 9.096 (3) \| 8.675 (7) \| \| Phần Lan \| 8.533 (4) \| 8.661 (9) \| 8.755 (9) \| 8.649 (8) \| \| Jamaica \| 8.111 (9) \| 8.788 (6) \| 8.933 (7) \| 8.610 (9) \| \| Chile \| 8.033 (10) \| 8.505 (10) \| 8.755 (10) \| 8.431 (10) \| | Hoa hậu Á hậu 1 Á hậu 2 Á hậu 3 Á hậu 4 Top 10 (#) Xếp hạng ở mỗi phần thi |            |            |                    |
| Quốc gia/Vùng lãnh thổ | Phỏng vấn                                                                  | Áo tắm     | Dạ hội     | Trung bình bán kết |
| Hà Lan | 9.583 (1)                                                                  | 9.725 (1)  | 9.824 (1)  | 9.710 (1)          |
| Thụy Điển | 9.261 (2)                                                                  | 9.233 (2)  | 9.376 (2)  | 9.290 (2)          |
| Ba Lan | 8.472 (6)                                                                  | 9.105 (3)  | 9.027 (4)  | 8.868 (3)          |
| Mexico | 8.650 (3)                                                                  | 8.883 (5)  | 9.026 (5)  | 8.853 (4)          |
| Hoa Kỳ | 8.511 (5)                                                                  | 8.894 (4)  | 8.927 (8)  | 8.777 (5)          |
| Đức | 8.461 (7)                                                                  | 8.737 (7)  | 9.010 (6)  | 8.736 (6)          |
| Venezuela | 8.204 (8)                                                                  | 8.727 (8)  | 9.096 (3)  | 8.675 (7)          |
| Phần Lan | 8.533 (4)                                                                  | 8.661 (9)  | 8.755 (9)  | 8.649 (8)          |
| Jamaica | 8.111 (9)                                                                  | 8.788 (6)  | 8.933 (7)  | 8.610 (9)          |
| Chile | 8.033 (10)                                                                 | 8.505 (10) | 8.755 (10) | 8.431 (10)         |

## Thí sinh tham gia
| - Argentina – Luisa Norbis - Aruba – Karina Felix - Úc – Karen Wenden - Áo – Bettina Berghold - Bahamas – Tasha Ramirez - Bỉ – Anne de Baetzelier - Belize – Andrea Sherman McKoy - Bermuda – Cornelia Furbert - Bolivia – Raquel Cors Ulloa - Brazil – Flavia Cavalcanti Rebello - Quần đảo Virgin (Anh) – Viola Joseph - Canada – Juliette Powell - Quần đảo Cayman – Carol Ann Balls - Chile – Macarena Mina - Colombia – María Teresa Egurrola Hinojosa - Costa Rica – Luana Freer Bustamante - Curaçao – Anna Mosteiro - Đan Mạch – Louise Mejlhede - Cộng hòa Dominica – Anny Canaán Camido - Ecuador – María Eugenia Molina - Ai Cập – Sally Attah - El Salvador – Beatriz López Rodríguez - Anh – Raquel Marie Jory - Phần Lan – Åsa Maria Lövdahl - Pháp – Pascale Meotti - Đức – Andrea Stelzer - Gibraltar – Tatiana Desoisa - Hy Lạp – Kristiana Latani - Greenland – Naja-Rie Sorensen - Guam – Janice Santos - Guatemala – Helka Cuevas - Haiti – Glaphyra Jean-Louis - Hà Lan – Angela Visser - Honduras – Frances Siryl Milla - Hồng Kông – Trương Úc Lôi - Iceland – Guðbjörg Gissurardóttir - Ấn Độ – Dolly Minhas - Ireland – Collette Jackson - Israel – Nicole Halperin | - Ý – Christiana Bertasi - Jamaica – Sandra Foster - Nhật Bản – Eri Tashiro - Hàn Quốc – Kim Sung-Ryung - Luxembourg – Chris Scott - Malaysia – Carmen Cheah Swee - Malta – Sylvana Sammut Pandolfino - Mauritius – Jacky Randabel - Mexico – Adriana Abascal - New Zealand – Shelley Soffe - Nigeria – Bianca Onoh - Quần đảo Bắc Mariana – Soreen Villanueva - Na Uy – Lene Ornhoft - Paraguay – Ana Victoria Schaerer - Perú – Mariana Sovero - Philippines – Sarah Jane Paez - Ba Lan – Joanna Gapińska - Bồ Đào Nha – Anna Francisco Sobrinho - Puerto Rico – Catalina Villa - Đài Loan – Trần Yến Bình - Scotland – Victoria Susannah Lace - Singapore – Pauline Chong - Tây Ban Nha – Eva Pedraza - Sri Lanka – Veronica Ruston - Saint Vincent và Grenadines – Camille Samuels - Suriname – Consuela Cruden - Thụy Điển – Louise Drevenstam - Thụy Sĩ – Karina Berger - Thái Lan – Yonlada Ronghanam - Trinidad và Tobago – Guenevere Helen Keishall - Thổ Nhĩ Kỳ – Jasmine Baradan - Quần đảo Turks và Caicos – Sharon Simons - Uruguay – Carolina Pies Riet - Hoa Kỳ – Gretchen Polhemus - Quần đảo Virgin (Mỹ) – Nathalie Lynch - Venezuela – Eva Lisa Ljung - Wales – Andrea Caroline Jones |

## Chú ý

### Lần đầu tham gia
- Saint Vincent và Grenadines – Lần đầu tiên tham dự với tư cách là một quốc gia có chủ quyền sau khi giành được độc lập từ Vương quốc Anh vào cuối năm 1979, mặc dù lãnh thổ Saint Vincent thuộc Anh đã tham dự trước đó vào các năm 1964, 1978 và 1979.

### Trở lại
- Lần cuối tham gia vào năm 1979:
  -  Mauritius
- Lần cuối tham gia vào năm 1982:
  -  Suriname
- Lần cuối tham gia vào năm 1985:
  -  Quần đảo Cayman
  -  Haiti
- Lần cuối tham gia vào năm 1986:
  -  Aruba
  -  Ba Lan
- Lần cuối tham gia vào năm 1987:
  -  Belize
  -  Curaçao
  -  Hy Lạp
  -  Ấn Độ

### Thay thế
- Pháp – Stephanie Zlotkowski chưa đủ tuổi trước ngày 1 tháng 2, vì vậy chọn Á hậu 1 tham dự.
- Hồng Kông – Lý Gia Hân rút lui vì vấn đề sức khỏe vào thời điểm đó.